# Літні Олімпійські ігри 1900
Літні Олімпійські ігри 1900 або II Олімпійські ігри — міжнародне спортивне змагання, яке проходило під егідою Міжнародного олімпійського комітету у місті Парижі, Французька республіка з 14 травня по 28 жовтня.
В складі спортивної делегації Російської імперії були й спортсмени з України. Так, фехтувальник Петро Заковорот зайняв сьоме місце у фіналі змагань з шаблі. Також у складі Олімпійського журі були генерал M. Kowanko (можливо А. М. Кованько) та Адам Богатський (Adam de Bogatski) капітан драгунів Волинського лейбгвардійського полку.

## Види спорту
МОК ніколи не вирішував, які події були «олімпійськими», а які ні, Фактично, П’єр де Кубертен передав всю відповідальність  організаторам.
- Водні види спорту
  -  Водне поло
  -  Плавання
- Стрільба з лука
- Легка атлетика
- Баскська пелота
- Крикет
- Крокет
- Велоспорт
- Кінний спорт
- Фехтування
- Футбол
- Гольф
- Спортивна гімнастика
- Поло
- Академічне веслування
- Регбі
- Вітрильний спорт
- Стрільба
- Теніс
- Перетягування канату

## Учасники
| - Австралія - Австрія - Бельгія - Богемія - Канада - Куба - Данія | - Франція - Німеччина - Велика Британія - Угорщина - Індія - Італія - Мексика | - Нідерланди - Норвегія - Іспанія - Швеція - Швейцарія - США |

- Аргентина[2]
- Греція[2]
- Гаїті[2]
- Іран[2]
- Люксембург[2]
- Перу[2]
- Румунія[2]
- Російська Імперія[2]

- Бразилія[3]
- Колумбія[4]
- Нова Зеландія[5]

## Медальний залік
Топ 10 команд у неофіційному медальному заліку
| Місце | Країна                | Золото | Срібло | Бронза | Загалом |
| ----- | --------------------- | ------ | ------ | ------ | ------- |
| 1     | Франція (FRA)         | 26     | 41     | 34     | 101     |
| 2     | США (USA)             | 19     | 14     | 14     | 47      |
| 3     | Велика Британія (GBR) | 15     | 6      | 9      | 30      |
| 4     | Змішана команда (ZZX) | 6      | 3      | 3      | 12      |
| 5     | Швейцарія (SUI)       | 6      | 2      | 1      | 9       |
| 6     | Бельгія (BEL)         | 5      | 5      | 5      | 15      |
| 7     | Німеччина (GER)       | 4      | 2      | 2      | 8       |
| 8     | Італія (ITA)          | 2      | 2      | 0      | 4       |
| 9     | Австралія (AUS)       | 2      | 0      | 3      | 5       |
| 10    | Данія (DEN)           | 1      | 3      | 2      | 6       |
| 10    | Угорщина (HUN)        | 1      | 3      | 2      | 6       |